# Município Porto Amboim
Município Porto Amboim är en kommun i Angola.   Den ligger i provinsen Cuanza Sul, i den västra delen av landet, 210 km söder om huvudstaden Luanda.
Följande samhällen finns i Município Porto Amboim:
- Porto Amboim

Omgivningarna runt Município Porto Amboim är huvudsakligen savann. Runt Município Porto Amboim är det glesbefolkat, med 17 invånare per kvadratkilometer.